# Espejismo (filme)
Espejismo é um filme de drama peruano de 1972 dirigido e por Armando Robles Godoy. 
Foi selecionado como representante do Peru à edição do Oscar 1973, organizada pela Academia de Artes e Ciências Cinematográficas.

## Elenco
- Miguel Angel Flores
- Helena Rojo
- Hernán Romero
- Orlando Sacha